# Lo Sound Desert
Lo Sound Desert ist ein Dokumentarfilm von Jörg Steineck aus dem Jahr 2016, der die Geschichte der isolierten musikalischen Subkultur des kalifornischen Coachella Valleys der 80er und 90er Jahre porträtiert.

## Inhalt
Der Film erzählt von rebellischen Punkrock-Kids, die Anfang der 80er Jahre aufgrund der Engstirnigkeit ihrer Eltern und der lokalen Behörden nachts in die Wüste zogen, um dort Partys zu feiern, laute Musik zu machen und bis zum nächsten Morgen zu jammen.
Der Film schildert die Entwicklung einer anfänglich reinen Punkrock-Szene zu einer diversen, genre-übergreifenden Musikszene, die schließlich international bekannte Bands wie Kyuss und Queens Of The Stone Age hervorbrachte.
Mit derselben Punkrock-Haltung und einer stark künstlerischen Herangehensweise fängt Lo Sound Desert die Stimmung der Musikszene des Coachella Valley der 90er Jahre ein und überlässt die gesamte Erzählung den Hauptprotagonisten: Josh Homme, Mario Lalli, Brant Bjork, Alfredo Hernandez, Nick Oliveri, Scott Reeder, Sean Wheeler, John Summers, Chris Cockrell, Vince Meghrouni, Tony Brown Diprima, Brady Erickson, Dino Lalli, Zach Huskey, Dylan Brown, Mike Pygmie, Rob Peterson, Ian Taylor, Damon Garrison, Quanah Lienau, Mike Desert, Nick Nava, Herb Lienau, Arthur Seay, Mike Cancino, Dave Travis, Eddie Glass und Tom Davies.
Nach einer zehnjährigen Produktionszeit wurde Lo Sound Desert schließlich 2016 veröffentlicht.

### Die Coachella-Valley-Punk-Szene und der Begriff „Desert Rock“
Ihre kreative Blütezeit erlebte die Szene, sofern man sie als solche überhaupt bezeichnen kann, zur selben Zeit wie die Grunge-Szene in Seattle – gegen die sie sich nicht behaupten konnte oder wollte, wohl auch, weil die musikalischen Stile innerhalb der Szene zu divers waren. Nach Aussage verschiedener Szenemitglieder war der Hauptgrund jedoch ein generelles Desinteresse an Popularität und Kommerzialisierung. Die örtlichen Verhältnisse, die Abgeschiedenheit und die alltägliche Isolation innerhalb der Wüstengemeinden verstärkte diese typische Punk-Rock-Attitüde noch.
Zu dieser Zeit war die öffentliche Wahrnehmung der Coachella-Valley-Punk-Rock-Szene sehr klein. Der von außen herangeführte Begriff Desert Rock wurde fast ausschließlich mit der aus ihr stammenden Band Kyuss assoziiert, die in den 90er Jahren internationale Bekanntheit erlangte und erstmals auf ihre musikalische Abstammung aufmerksam gemacht hatte. Auch eine der heute weltweit populärsten Bands, Queens of the Stone Age, die von Josh Homme, ehemaliges Mitglied von Kyuss, gegründet wurde, bemühen sich stets, auf ihre Herkunft aufmerksam zu machen.
Weitere wichtige Bands, die die Szene stilistisch geprägt und mittlerweile internationale Bekanntheit erfahren haben, sind unter anderem Fatso Jetson, Yawning Man, Dali’s Llama und Mondo Generator. Auch heute noch gibt es eine große Anzahl unterschiedlichster Bands in der Region, die sich gegenseitig beeinflussen.

## Entstehung des Films
Bereits im Jahr 2005, während eines längeren Aufenthalts in Kalifornien, begann Steineck mit Aufnahmen für Lo Sound Desert. Aus diesem Material entstand ein erster, etwa vierzigminütiger Kurzdokumentarfilm, der u. a. die Bands House Of Broken Promises und Unida vorstellte. 2009 und 2014 entstanden jeweils im Zuge weiterer Dreharbeiten im Coachella Valley die Hauptteile der finalen, etwa 96-minütigen Version des Films, die aus zwei Teilen besteht. Eine zweite, etwa zehn Minuten kürzere Version wurde zeitgleich im Jahr 2016 veröffentlicht.

## Veröffentlichung, Resonanz und Kritik
Zehn Jahre nach Beginn der Dreharbeiten wurde Lo Sound Desert 2016 veröffentlicht und gilt als erster und authentischster Beitrag zum Thema.
Seine Uraufführung hatte er am 23. Oktober 2015 bei den Hofer Filmtagen. Die USA Premiere feierte er 2016 beim Oscar-qualifizierenden Film Festival AMDOCS in Palm Springs. Weitere Festivalvorführungen erfolgten unter anderem beim Red Smoke, Stoned From the Underground, Free And Easy, Lake On Fire, Sonic Blast, Soundtrack Cologne, Keep It Low, Up in Smoke, Get Loud und dem Reeperbahn Festival.
Die Resonanz nach der Veröffentlichung fiel insgesamt äußerst positiv aus. Insbesondere die Zeitzeugen und Insider der Szene lobten das finale Ergebnis und die generelle Machart des Films. Brant Bjork urteilte: „For what it means, I think this film is very authentic.“ Insgesamt wurde die Authentizität der Darstellung der Musikszene als äußerst gelungen erachtet. Jedoch gab es auch Stimmen innerhalb der internationalen Desert Rock Fangemeinde, die sich enttäuscht über das Fehlen jeglicher Musik der Band Kyuss zeigten, zumal Kyuss hauptsächlich für die Bekanntheit der Szene verantwortlich war. Dies stand im direkten Zusammenhang mit dem geringen Budget des Films, der überwiegend selbst finanziert wurde. In einer unveröffentlichten Vorgängerversion waren zwei Kyuss Songs montiert. Die geforderte finanzielle Entschädigung für die Nutzung der Werke, zuzüglich der bereits eingeplanten Summe für die beteiligten Plattenfirmen, überstieg jedoch das Budget. Entgegen vorausgegangener Absprache, so Steineck, mussten beide Songs sowie das bereits in den Film integrierte Interviewmaterial, das eines der Bandmitglieder zeigte, kurz vor Veröffentlichung des Films wieder entfernt werden. Steineck, der nach eigener Aussage selbst durch Kyuss im Teenageralter auf die Szene aufmerksam wurde, zeigte sich darüber ebenfalls sehr enttäuscht. Viele Zeitzeugen gaben an, die unter anderem auch im Film zu Wort kommen, dass die Band, obwohl sie für viele Außenstehende noch immer als wichtigstes Aushängeschild der Szene gilt, intern für dieselbige nie von überproportionaler Bedeutung war. Vielmehr waren es Individuen wie Mario Lalli, der auch als Godfather der Szene bezeichnet wird, die sich stets bemüht haben Veranstaltungen zu organisieren.

### Medienresonanz
Auch die allgemeine Resonanz in den Medien war durchgehend positiv:
POWERPLAY Magazin schrieb in einer Review: „Das ist ganz klar die beste Dokumentation über die kalifornische Musikszene, die jemals gemacht wurde. Tatsächlich ist sie ein starker Anwärter auf eine der besten Musikdokumentationen überhaupt.“ (Elinor Day, Powerplay, Oktober 2016)
THE OBELISK schrieb: In seinem Tempo, seiner Ausgewogenheit, seinem Schnitt und der klaren Leidenschaft als treibende Kraft spiegelt 'Lo Sound Desert' eine der entscheidendsten Bewegungen des Rocks der letzten 30 Jahre wider und ermöglicht es ihr, ungefiltert und so roh wie eine versandet-klingende Lautsprechermembran für sich selbst zu sprechen." (JJ Koczan, The Obelisk, Oktober 2016)
METAL HAMMER UK schrieb im Magazin Review: „Die Produktion von Lo Sound Desert mag 10 Jahre gedauert haben, aber diese Liebesbrief-Dokumentation ist absolut jede Minute des Wartens wert und dürfte der definitive Blick auf das Thema sein.“ (Jason Hicks, METAL HAMMER UK, September 2016) (8/10)

### Weitere Reviews (Auswahl)
„Denn letztlich ist ihm eine vielschichtige, erhellende und sehr amüsante Dokumentation über das Genre und ihre Anfänge gelungen.“

„Jörg Steinecks Film ist das lange überfällige Porträt der kalifornischen Wüstenszene. Diese sehr leidenschaftliche Dokumentation verwandelt ihren 'angeblichen Fehler' (das Fehlen von Kyuss-Musik) mühelos in einen echten Vorteil.“

„Nachdem ich Lo Sound Desert gesehen hatte, fühlte es sich an, als hätte ich gerade die inneren Abläufe einer abgeschiedenen Kultur erlebt; (...) Die schwarz-weißen Aufnahmen, das körnige Erscheinungsbild, die eindrucksvollen Aufnahmen der Wüste und die Musik selbst wirken Wunder für die Stimmung und Atmosphäre des Films. (...) An manchen Stellen fühlte ich mich fast wie ein Voyeur, fast so, als würde ich etwas zu Intimes sehen, und das sagt meiner Meinung nach alles über die Qualität von Steinecks Film aus. Dies ist der ultimative Film über die einzigartige Wüstenrockszene Kaliforniens.“

„Lo Sound Desert ist der definitive Wüstenrockführer. Aber mehr als das ist es ein tiefer und intimer Einblick in die Leidenschaft, die Aufregung und die Herzen der Jugendlichen abgelegener Wüstengemeinden, die vielleicht als rebellische Kleinstadt-Teenage-Punker begannen, aber in einigen Fällen zu musikalischen Ikonen einer Ära aufstiegen. Unverzichtbar.“

„Zwei Kapitel über Rockmusik vom deutschen Illustrator, Maler und Filmemacher Jörg Steineck (...) - ein sich mäanderndes Langzeitprojekt, komplett produziert in derselben Do-it-yourself-Mentalität wie sein Thema, einschließlich grobkörniger Aufnahmen und liebevoll gestalteter Animationen.“

„Dies ist vielleicht der wichtigste Film der Desert/Stoner Rock-Szene. Wenn Menschen über die Entwicklung der Desert/Stoner Rock-Szene aufgeklärt werden müssen, sollten sie diesen Film sehen.“

„Diese Dokumentation ist nicht nur ein Muss für Fans - Liebhaber guter Musikdokumentationen im Allgemeinen sollten 'Lo Sound Desert' nicht verpassen.“

„Der Film ist visuell perfekt inszeniert. Schnelle Schnitte, perfekter Sound, sanfte Kamerabewegungen halten das Qualitätsniveau der allgemeinen Erzählung ziemlich hoch. Man erhält einen sehr umfassenden, detaillierten und intimen Eindruck davon, wie der Punkrock in der kalifornischen Wüste entstanden ist und wie er sich mit unterschiedlichen musikalischen Ansätzen bis heute zu einem eigenen Stil entwickelt hat.“

„Steinecks Dokumentation lebt von ihrer Authentizität. Es gibt kein Beschönigen - und manchmal hat man das Gefühl, Wüstenstaub zu atmen.“

## Kapitel
Der Film ist in zwei Kapitel und 20 Unterkapitel unterteilt:
- Chapter one: Backyard rebellion

1. Introduction
2. Small town
3. Family visit
4. Boredom
5. Punk rock pioneers
6. That kind of human
7. Variety
8. Gangs of Palm Springs
9. Common
10. Leaving and returning

- Chapter two: The outskirts of town

1. Introduction
2. Generators
3. The Nudist Colony
4. Rhythm & Brews
5. Not ready
6. Success
7. Abroad
8. Future
9. What is it about?
10. Bye

## Bands im Film
Zezo Zeze Zaddfrac (And The Dune Buggy Attack Battalion), You Know Who, Yawning Man, Vic Dumonte’s Persona Non Grata, Waxy, War Drum, Unsound, Unida, Throw Rag, Target 13, Sort Of Quartet, Sons Of Kyuss, Solarfeast, Slo Burn, Sean Wheeler & Zander Schloss, Polyphemus, Pedestrians, Oddio Gasser, Queens of the Stone Age, Nuclear Youth, Mutual Hatred, Mondo Generator, Life Leone, Kyuss, Indignation, House Of Broken Promises, Hot Beat Pussy Fiend, Hornss, Hellions, Half Astro, Fatso Jetson, Family Butcher, Dufreign, Dali's Llama, Crack Pot, Cloudy Daze, Cheese, Cactus Slim & The Other Desert Cities Bands, The Breed, Brave Black Sea, Brant Bjork, Blasting Echo, Across The River.